# .32 remington
El .32 Remington  o .32 Remington Auto-Loading o .32 Remington Rimless) es un cartucho de rifle diseñado en EEUU, para ser usado con pólvora sin humo y sin anillo que alguna vez se consideró adecuado para caza mayor de especies incluso más grandes que los cérvidos y osos negros . Otros cartuchos metálicos similares incluyen al .32 Winchester Special anillado, que fue introducido por Winchester y ofrecido como alternativa para los rifles de acción de palanca de Winchester.

## Descripción
El cartucho .32 Remington se introdujo en 1906 y por Remington para ser usado en rifle semiautomático Remington Modelo 8 . Otros rifles que dispararon el .32 Remington incluyen el Remington Model 81, el Remington Model 14 de bomba, el Remington Model 30 de cerrojo, el Stevens Model 425 de acción de palanca y los rifles Standard Arms Company. 
Debido a que sus dimensiones son similares a las del .25 Remington, y el .30 Remington, todos estos cartuchos fueron conocidos como los Remington Rimless. Los fabricantes de armas de fuego generalmente ofrecían estos tres cartuchos como alternativas para un modelo específico de rifle en lugar de solo uno de la serie.
El .35 Remington también formaba parte de la antigua familia de cartuchos Remington Rimless, aunque se basa en una versión sin anillo del .30-40 Krag. Este cartucho es balísticamente idéntico al .32 Winchester Special.